# Neochoráki (ort i Grekland, Joniska öarna)
Neochoráki är en ort i Grekland.   Den ligger i prefekturen Nomós Kerkýras och regionen Joniska öarna, i den västra delen av landet, 400 km väster om huvudstaden Aten. Neochoráki ligger 73 meter över havet och antalet invånare är 225. Den ligger på ön Korfu.
Terrängen runt Neochoráki är huvudsakligen platt, men åt nordväst är den kuperad. Havet är nära Neochoráki österut.  Närmaste större samhälle är Perivóli, 3,8 km sydost om Neochoráki. 